# Плешков, Михаил Михайлович (старший)
Михаил Михайлович Плешков (1 [13] ноября 1856 год, станица Николаевская — 21 мая 1927, Харбин) — военачальник Русской императорской армии, генерал от кавалерии, герой Первой мировой войны, участник Гражданской войны на стороне белого движения.

## Биография

### Обучение
Родился в станице Николаевская Сибирского казачьего войска, происходит из дворян Могилёвской губернии.
Окончил Воронежскую военную гимназию (1874), 1-е Павловское училище, Николаевское кавалерийское училище (1876 год) и Николаевскую военную академию (1884 год).

### Служба
6 марта 1894 года Плешков назначен начальником штаба 1-й Донской казачьей дивизии, 3 марта 1898 года — командиром 29-го драгунского Одесского полка, 25 января 1902 года — командиром 2-й бригады 2-й кавалерийской дивизии, 15 июня 1907 года — командиром 7-й кавалерийской дивизи. 11 мая 1912 года стал начальником 1-го Сибирского армейского корпуса, с которым прошёл почти всю Первую мировую войну, в которой Плешков отличился как хороший командир. В начале войны его 1-я Сибирская дивизия, брошенная в бой без артиллерии, спасла русские войска у Пясечны. За бои под Ригой в 1914 году награждён Георгиевским оружием. Затем воевал под Лодзью и Праснышем. Основу его корпуса составляли 1-я и 2-я Сибирские стрелковые дивизии. Во время сражения на Нареве в июле 1915 года 2-я и 11-я Сибирские стрелковые дивизии выдержали натиск превосходящей 12-й германской армии. В 1916 году в марте возглавляет северную группу 2-й армии во время Нарочской наступательной операции, которая заканчивается провалом, позже сражался в районе Припяти. В середине 1917 года Плешков был отстранён солдатами от должности командира корпуса и 3 июля зачислен якобы по болезни в резерв чинов при штабе Минского военного округа.
Начальник русских войск (1918) и главноначальствующий (24.12.1918) в полосе отчуждения КВЖД на Дальнем Востоке. 23 и 24 августа 1918 года Плешков руководил белогвардейской попыткой вооружённого переворота во Владивостоке. Участвует в сражениях на Восточном фронте Гражданской войны. С 1919 года является председателем Комитета помощи русским инвалидам.

### Эмиграция
Плешков эмигрировал в Харбин, где работал в управлении КВЖД. Активно участвовал в жизни русской дальневосточной эмиграции: был членом Общества офицеров Гвардии на Дальнем Востоке (1922), а с 1919 по 1925 годы являлся председателем Дальневосточного Общества помощи инвалидам, которое имело свой приют, амбулаторию, несколько лавок по продаже товаров инвалидам по сниженным ценам, мастерские для инвалидов и т.д. В 1923 году пытался сформировать отряд из белых офицеров для службы в китайской армии маршала Чжан Цзолиня. Всего на призыв генерала первоначально откликнулось около 300 человек. Это формирование послужило основой для развёртывания в 1924 году под управлением Чжан Цзунчана 1-й Отдельной русской (Нечаевской) бригады.
Неофициально считался главой русской военной эмиграции в Харбине и представителем великого князя Николая Николаевича в Маньчжурии, но целый ряд объединений бывших офицеров его руководство не признавали.
Умер 21 мая 1927 года в Харбине от сердечной болезни и туберкулёза и был похоронен на Новом (Успенском) кладбище.

### Семья
- Сын — Михаил, генерал-майор.
- Дочь — Мария (в замужестве Гебель).
- Дочь — Алевтина (в замужестве Седмиградская).
- Жена — Плешкова Мария Антоновна (урождённая Крассовская, в первом браке баронесса Остен-Дризен)

## Награды
Русские ордена:
- Орден Святого Станислава 3-й ст. (1886)
- Орден Святой Анны 3-й ст. (1895)
- Орден Святого Станислава 2-й ст. (1900)
- Орден Святого Владимира 3-й ст. (1906)
- Орден Святого Станислава 1-й ст. (06.12.1910)
- Орден Святой Анны 1-й ст. (06.12.1913)
- Георгиевское оружие (ВП 26.11.1914)
- Орден Святого Владимира 2-й ст. с мечами (ВП 26.02.1915)
- Орден Святого Георгия 4-й ст. (ВП 10.03.1915), — «в воздояние отличного руководства геройскими частями корпуса в боях под Праснышем».
- Орден Белого Орла с мечами (ВП 09.04.1915)
- Орден Святого Александра Невского с мечами (ВП 15.03.1916)

Иностранные ордена:
- Люксембургский Дубового Венка командорского креста (1901)